# Myriam Laplante
Myriam Laplante (* 1954, Chattogram Division) je kanadská fotografka a umělkyně. Studovala vizuální umění a lingvistiku na University of Ottawa.
Její dílo je zahrnuto ve sbírkách Národního muzea umění Québecu, Kanadské národní galerie, Muzeum Nového Zélandu Te Papa a Asia Art Archive.